# Мольорх малий
Мольо́рх мали́й (лат. Molorchus minor, Linnaeus, 1758 = Necydalis ceramboides DeGeer, 1775 = Necydalis dimidiatus Fabricius, 1775 = Necydalis minor Linnaeus, 1758) — жук з родини вусачів.

## Поширення
M. minor є видом європейсько-сибірської групи, яка входить до європейсько-сибірського зоогеографічного комплексу. Ареал охоплює гірські райони Європи та Західний Сибір. В Українських Карпатах M. minor – звичайний часто масовий вид. зустрічається переважно у гірській місцевості, а в передгір’ях дуже спорадично у місцях зростання смереки та ялиці. 

## Екологія
Імаго відвідують квіти гадючника, арункусу та деяких інших видів. Відносна чисельність цього виду іноді становить понад 10% від чисельності усіх видів вусачів. Літ триває із першої декади червня до кінця липня. Личинки заселяють корені, які не накриті ґрунтом, гілки смереки і рідше ялиці та сосни.

## Морфологія

### Імаго
Голова з поперечним лобом. Очі сильно виїмчасті, віддалені від основ щелеп. Щоки добре розвинені. Вусики тонкі, їхній 1-й членик потовщений. У самок вусики дванадцяти членикові, а їхня довжина, майже, така ж як і довжина тіла; у самців вусики – 11-членикові, значно довші за тіло. Надкрила вкорочені, крила лежать відкрито вздовж черевця. Накрила бурого кольору з косою білою плямою на кожному. Відросток передньогрудей дуже вузький. Відросток середньогрудей до вершини звужений. Ноги тонкі. Стегна тоненькі, сильно булавоподібні. Тіло вузьке, плоске. Довжина тіла коливається від 6 до 16 мм.

### Личинка
Личинка характеризується втягнутою в передньогруди головою, поперечним епістомом і губою, зморшкуватим пронотумом. Мандибули короткі, на вершині зморшкувато вирізані. Спинні мозолі черевця слабовипуклі, матові. Ноги відсутні.

## Життєвий цикл
Життєвий цикл триває 1-2 роки.